# 마쓰나가 후토시
마쓰나가 후토시(일본어: 松永太 1961년 4월 28일-)는 일본의 연쇄살인범이다. 1996년부터 1998년동안 어린이 두 명을 포함하여 7명을 살해했다. 이 과정에서 역시 마쓰나가의 학대 피해자인 여성 공범 오가타 준코가 살해를 간접적으로 도왔다.
범인인 마쓰나가는 피해자들을 전기로 고문하고 자신이 직접 살해하는 대신, 어린이와 친족에게 자신의 혈육을 죽이고 시체를 유기하도록 사주하는 잔학무도한 범죄수법을 보여 일본을 놀라게 하였다. 또한, 범죄의 전모를 밝혀내는데도 상당한 시간이 걸렸다. 일본에서는 기타큐슈 감금살인사건(北九州監禁殺人事件)이라고 부른다.

## 범인 약력
마쓰나가 후토시는 후쿠오카현 기타큐슈시 키타 구 고쿠라에서 태어났고 야나가와에서 성장하였다. 학교에서는 비교적 좋은 성적을 얻었고, 매력적인 개성을 갖고 있다고 알려져 있으나, 다니던 학교의 규율을 어겨 문제를 일으켰다. 그는 여중생을 임신시킨 일로 다른 학교로 전학을 가게되었고, 19세때 결혼하여 아들을 두었다.
1982년 결혼생활중에 이미 다른 10명의 주부와 동시에 교제하여 불륜을 저지르며 함께 공범이 되는 오가타 준코와 알게 되었다. 1984년에는 준코에게 결혼을 약속했다. 마쓰나가가 준코에게 험한 말을 자주 썼기 때문에 그녀의 어머니인 시즈미는 딸의 교제를 허락하지 않으려 했으나 그녀도 말로 구슬렸다.
준코는 1985년에 자살을 시도했는데, 마쓰나가는 이 때문에 준코가 그녀의 가족에게 핍박받고 있다고 생각하고 동거를 시작했다. 1983년도부터 마쓰나가는 "월드"라는 이름의 이불판매업을 시작했는데, 이불판매에 강매나 협박등 불법적인 수단을 사용하였고, 종업원들에게 판매할당량을 부과하고 이를 채우지 못하거나, 자기 기분에 따라 종업원등을 방음처리가 된 특수한 방에 몰아넣고 전기충격을 가하는 등, 여러 불법행위를 저질러왔다. 또한 조폭들과 연계되어 있으니 도망쳐도 소용없다라거나 종교의식을 방불케 하는 언행을 통해 종업원들을 정신적으로 지배하였다.
2007년 9월에 2심 재판에서 사형을 선고받았다.

## 피해자
1. 도라야 구미오(虎谷久美雄, 피살 당시 34세) : 1996년 1월부터 당시 17세인 딸과 함께 마쓰나가에게 감금당했다. 마쓰나가는 도라야를 욕실에 감금하고 나오지 못하게 했으며 전기 고문을 가하기도 했다. 감금과 고문의 영향으로 도라야는 2월 26일 숨졌다. 이 사건이 표면화된 것은 감금되어 있던 도라야의 딸이 2002년 3월 6일 탈출하여 도움을 요청하면서부터였다. 도리야의 딸은 현재 생사불명이다.
2. 오가타 준코의 가족들 : 오가타가 1997년 4월 달아나자 마쓰나가는 오가타의 가족들을 불러내 협박하여 감금했다. 아울러 자신이 죽었다는 거짓 정보를 퍼뜨려, 이를 듣고 돌아온 오가타를 재차 감금했다.
  1. 오가타 다카시게(緒方誉, 피살 당시 61세) : 오가타 준코의 아버지. 1997년 12월 21일 감전사.
  2. 오가타 시즈미(緒方静美, 피살 당시 58세) : 오가카 준코의 어머니. 1998년 1월 20일 교살.
  3. 오가타 리에코(緒方理恵子, 피살 당시 33세) : 오가타 준코의 동생. 1998년 2월 10일 교살.
  4. 오가타 가즈야(緒方主也, 피살 당시 38세) : 오가타 리에코의 남편. 1998년 4월 13일 감금으로 인해 아사.
  5. 오가타 유키(緒方優貴, 피살 당시 5세) : 오가타 리에코의 아들. 1998년 5월 17일 교살.
  6. 오가타 아야(緒方彩, 피살 당시 10세) : 오가타 리에코의 딸. 1998년 6월 7일 교살.
3. 그외의 피해자 : 마쓰나가는 1996년 12월부터 이듬해 3월에 걸쳐 당시 44세의 여성과 당시 3세인 그 딸을 감금, 협박하고 560만엔을 강탈했다.[1]

## 같이 보기
- 밀그램 실험
- 여고생 콘크리트 살인 사건
- 일본의 사형제

## 참고 문헌
1. ↑  “認定事実要旨”. 2009년 12월 24일에 원본 문서에서 보존된 문서. 2009년 6월 26일에 확인함.